# FC-Moto (Unternehmen)
1. WEITERLEITUNG FC-Moto